# کلم پایین
کلم پایین، روستایی در دهستان کلم بخش مرکزی شهرستان بدره در استان ایلام ایران است.

## جمعیت
بر پایه سرشماری عمومی نفوس و مسکن در سال ۱۳۹۵، جمعیت این روستا برابر با ۹۴ نفر (۲۲ خانوار) بوده‌است.